# Król Maciuś Pierwszy (film)
Król Maciuś Pierwszy – animowana koprodukcja polsko-niemiecko-francuska na motywach powieści Janusza Korczaka pod tym samym tytułem – Król Maciuś Pierwszy. Film jest kinową wersją serialu animowanego z 2002 roku pod tym samym tytułem.

## Wersja polska
Wersja polska: Studio Eurocom

Reżyseria: Andrzej Bogusz

Tłumaczenie: Anna Celińska

Teksty piosenek: Andrzej Gmitrzuk

Opracowanie muzyczne: Piotr Gogol

Realizacja dźwięku: Jacek Gładkowski

Kierownictwo produkcji: Marzena Omen-Wiśniewska

W wersji polskiej wystąpili:
- Elżbieta Kopocińska – Maciuś
- Grzegorz Wons – Generał
- Tomasz Bednarek – Felek
- Włodzimierz Press – Erazm
- Agnieszka Kunikowska –
  - Hania
  - Mila
- Cezary Kwieciński – Oskar
- Józef Mika – Antek
- Rafał Żabiński – Dormesko
- Krzysztof Strużycki –
  - Szpieg
  - Mistrz ceremonii
- Tomasz Grochoczyński – Brumdrum
- Krystyna Kozanecka – Kluklu
- Tomasz Marzecki – Golgol
- Jacek Jarosz – Król Friedewald
- Jerzy Molga –
  - Król Stefan
  - Pirat #3
- Andrzej Bogusz – Hans
- Tomasz Marzecki – Pirat #1
- Dariusz Błażejewski – Pirat #2
- Leszek Zduń – Chłopiec